# Хокејашка лига Србије 2008/09.
Хокејашка лига Србије 2008/09. је било треће такмичење организовано под овим именом од стране Хокејашког савеза Србије. У лиги је учествовало пет клубова.

## Систем такмичења
У регуларном делу сезоне сваки клуб је играо 16 меча. Најбоља четири клуба пласирала су се у плеј оф. У плеј офу се играло на два добијена меча.
Шампион је постао Партизан. То је клубу била трећа титула у Хокејашкој лији Србије, а укупно тринаеста рачунајући и Прву лигу Југославије, Хокејашку лигу СР Југославије и Хокејашку лигу Србије и Црне Горе.

## Клубови
| Клуб          | Град         | Арена                  | Капацитет | Основан |
| ------------- | ------------ | ---------------------- | --------- | ------- |
| Партиза       | Београд      | Ледена дворана Пионир  | 2000      | 1948    |
| Црвена звезда | Београд      | Ледена дворана Пионир  | 2000      | 1946    |
| Војводина     | Нови Сад     | Ледена деворана СПЕНС  | 1000      | 1957    |
| Нови Сад      | Нови Сад     | Ледена деворана СПЕНС  | 1000      | 1998    |
| Беостар       | Нови Београд | Ледена дворана Пингвин | 1000      | 2006    |

## Табела
| #  | Клуб          | ИГ | Д  | ДП | ИЗП | ИЗ | ГД  | ГП  | Б  |
| -- | ------------- | -- | -- | -- | --- | -- | --- | --- | -- |
| 1. | Партизан      | 16 | 13 | 2  | 0   | 1  | 102 | 30  | 43 |
| 2. | Војводина     | 16 | 8  | 1  | 0   | 7  | 84  | 65  | 26 |
| 3. | Нови Сад      | 16 | 6  | 2  | 2   | 5  | 77  | 65  | 24 |
| 4. | Црвена звезда | 16 | 7  | 0  | 3   | 5  | 55  | 52  | 23 |
| 5. | Беостар       | 16 | 1  | 0  | 0   | 15 | 26  | 129 | 3  |

ИГ = одиграо, Д = победио, ДП = Победа у продужетку, ИЗП = Пораз у продужетку, ИЗ = изгубио, ГД = голова дао, ГП = голова примио, Б = бодова

## Плеј оф

### Полуфинале
Војводина - ХК Нови Сад 2:1
- Војводина - Нови Сад 7:4 (1:0, 4:2, 2:2)
- Нови Сад – Војводина 4:0 (1:0, 2:0, 1:0)
- Војводина - Нови Сад 9:1 (4:0, 2:1, 3:0)

Партизан - Црвена звезда 2:0
- Партизан - Црвена звезда 5:0
- Црвена звезда – Партизан 0:5

### Финале
Партизан - Војводина 2:1
- Партизан - Војводина 3:6 (0:1, 1:2, 2:3)
- Војводина – Партизан 0:4 (0:0, 0:2, 0:2)
- Партизан - Војводина 3:2 пр (0:1, 1:1, 1:0, 0:0, 1:0)

| Првак Хокејашке лиге Србије 2008/09. |
| ------------------------------------ |
| ХК Партизан 3. титула.               |

1. ↑  Партизан победио службеним резултатом јер се Црвена звезда повукла из такмичења
2. ↑  Укупно тринаеста титула ХК Партизана, рачунајући трофеје освојене у СФРЈ, СРЈ и СЦГ.